# Lekhparajul
Lekhparajul (en népalais : लेखपराजुल) est un comité de développement villageois du Népal situé dans le district de Surkhet. Au recensement de 2011, il comptait 8 896 habitants.